# Congreso de Todo el Pueblo
Congreso de Todo el Pueblo es uno de los dos principales partidos políticos de Sierra Leona. Fundado en 1960 como una escisión del Partido Popular de Sierra Leona, que se oponía fuertemente a celebrar elecciones antes de proclamar la independencia del país. El APC gobernó Sierra Leona entre 1968 y 1992 en carácter de partido único, y desde 2007 hasta 2018, tras el triunfo de su candidato Ernest Bai Koroma en las elecciones presidenciales que tuvieron lugar ese año.

## Reseña

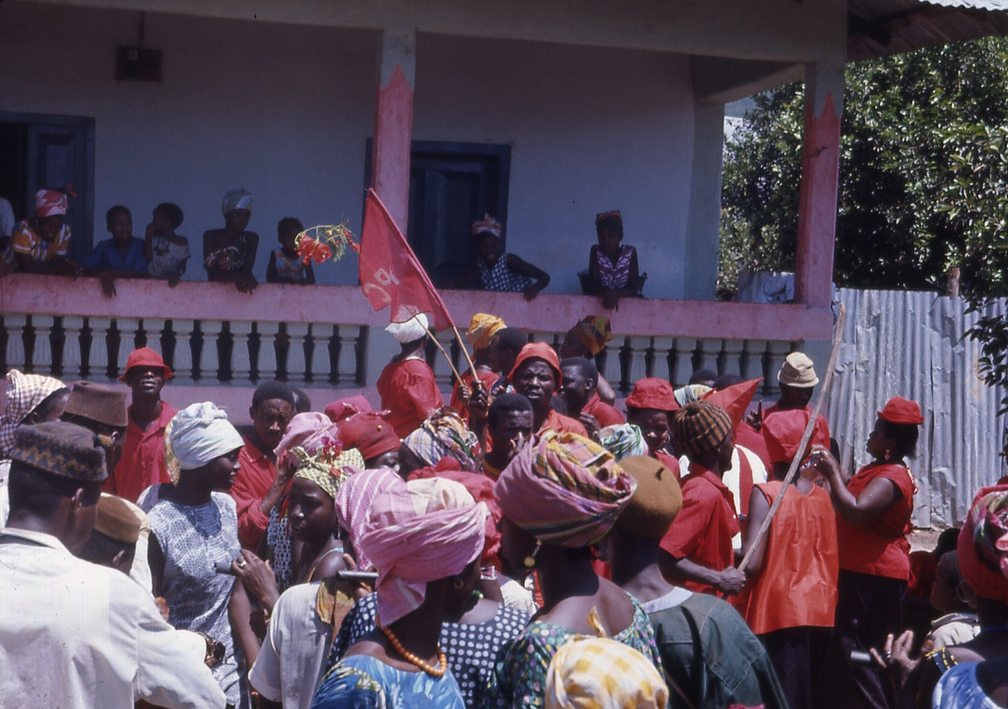
Congreso del partido celebrado en 1968.

Tras un irregular plebiscito celebrado en 1978, el APC se convirtió en el único partido político legal del país, hasta la introducción del multipartidismo en 1991.  Los jefes de Estado Siaka Stevens y Joseph Saidu Momoh fueron miembros del partido.  Momoh fue finalmente derrocado en un golpe de Estado militar en 1992 y durante la extensa guerra civil que lo sucedió, el partido se vio severamente debilitado.
En las elecciones parlamentarias celebradas el 14 de mayo de 2002, obtuvo el 19,8% de votos y 22 de los 112 escaños en el parlamento.  Su candidato en las elecciones presidenciales, Ernest Bai Koroma, consiguió el 22,3% de los sufragios;  siendo derrotado por el candidato del PPSL, Ahmad Tejan Kabbah.
Durante varios años el liderazgo de Koroma fue cuestionado por algunos miembros del partido. El asunto fue llevado ante la justicia, donde se resolvió en abril de 2007 que Koroma debía ser aceptado por los disidentes como el candidato del partido de cara a las elecciones generales de agosto de 2007. En estos comicios obtuvo el 44,3% de los sufragios, frente al 38,3% de Solomon Berewa del PPSL, pero no fue suficiente para triunfar en primera vuelta y debió celebrarse un balotaje. En la elección parlamentaria consiguió 59 escaños, convirtiéndose en la primera mayoría.
Koroma ganó en la segunda vuelta de las elecciones, celebradas el 8 de septiembre, con el 54,6% de los votos, contra el 45,4% de Berewa. Fue investido como presidente el 17 de septiembre.

## Resultados electorales

### Legislativo
| Año  | # de votos  | % de votos | # de escaños obtenidos | +/– | Posición  |
| ---- | ----------- | ---------- | ---------------------- | --- | --------- |
| 1962 | 114.333     | 17.2       | 16/74                  | 4   | Oposición |
| 1967 | 279.515     | 44.9       | 28/78                  | 0   | Gobierno  |
| 1973 | Desconocido | 98.82      | 84/97                  | 52  | Gobierno  |
| 1977 | 425.328     | 61.93      | 73/100                 | 14  | Gobierno  |
| 1982 | Desconocido | 100.0      | 85/104                 | 15  | Gobierno  |
| 1986 | 2.780.495   | 100.0      | 105/127                | 20  | Gobierno  |
| 1996 | 42.467      | 5.66       | 5/80                   | 100 | Oposición |
| 2002 | 409.022     | 19.8       | 27/124                 | 22  | Oposición |
| 2007 | 728.898     | 40.73      | 59/124                 | 32  | Gobierno  |
| 2012 | 1.149.234   | 53.67      | 67/124                 | 8   | Gobierno  |
| 2018 |             |            | 63/132                 | 4   | Oposición |